# Leptogorgia obscura
Leptogorgia obscura is een zachte koraalsoort uit de familie Gorgoniidae. De koraalsoort komt uit het geslacht Leptogorgia. Leptogorgia obscura werd in 1918 voor het eerst wetenschappelijk beschreven door Bielschowsky. 